# الأزبكية
حي الأزبكية أحد أعرق المناطق بمصر حيث أرتبط بتاريخ مصر وشهد العديد من الأحداث الهامة في مراحل تاريخها المختلفة، تحتوي على العديد من المباني والمساحات ذات الأهمية التاريخية، ومن معالمها حديقة الأزبكية وكاتدرائية القديس مرقس القبطية الأرثوذكسية. الأزبكية هي المكان الذي أنشئت فيه أول دار أوبرا بالقاهرة عام 1869.

## تاريخ
تعود تسمية هذا المكان إلى أواخر القرن الرابع عشر إبان حكم دولة المماليك، عندما أهدى السلطان قايتباي مكافأة قائد جيوشه الأتابك سيف الدين بن أزبك قطعة أرض ناحية بركة بطن البقرة وكانت حينئذ أرض جرداء ليس بها سوى ضريحين: ضريح سيدي عنتر وضريح سيدي وزير، فأوصل إليها المياه من القناة الناصرية وشيّد على طولها رصيف من الحجارة ليتخذه الناس ممشى، وأقام أيضًا منتزهًا رائعًا حول البركة حمل اسمه، وأنشأ الجامع الكبير ثم أنشأ حول الجامع البناء والربوع والحمامات وما يحتاج إليه من الطواحين والأفران، وحدد لها في كل سنة عيدًا أسماه «احتفال فتح البركة»، فحينما يرتفع النيل يتم فتح السد المقام عند مدخل البركة على الخليج الناصري فتندفع المياه إليها؛ وبحلول عام 1495 كانت الأزبكية قد تحولت إلى حي كبير يتوسط القاهرة.

### الأزبكية في العهد العثماني
بعد دخول العثمانيين مصر عام 1517م شيّد رضوان كتخدا في الأزبكية قصرًا كبيرًا على حافة بركة الأزبكية الشرقية، وأسماه «العتبة الزرقاء» لأن بوابته التي كانت تؤدي لشارع الأزهر كانت زرقاء اللون، بالإضافة إلى وجود بلاطات زرقاء فوق عتبته.

### الحملة الفرنسية
شهد ميدان الأزبكية فترة دخول نابليون بونابرت مصر عام 1798م، حيث لما أراد كسب ود الشعب المصري، بدأ في تعلم مبادئ الدين الإسلامي فكان يتردد على دارة الخليل البكري في ميدان الأزبكية ليدرس على يديه القرآن الكريم ويتلقى دروساً في آداب الإسلام وشرائعه، ثم اتخذ لنفسه دارًا فيها.

### في عهد محمد علي
ومن ميدان الأزبكية خرجت جماهير القاهرة في عصر يوم 13 مايو عام 1805م تنادي بمبايعة محمد علي أميرًا على مصر، بدلا من الحكم العثماني الذي عانى منه الشعب المصري.
وبعد تولي محمد علي حكم مصر اختار ميدان الأزبكية ليكون قلب العاصمة الجديدة، وأقام فيها في بداية حكمه، إلى أن تعرض لمحاولة اغتيال على يد الجنود الأرناؤود، مما دفعه بعد ذلك ليصعد إلى قصره في قلعة الجبل، لكن ظلت الأزبكية مَسكنًا للطبقة العليا، مما أكسبها أهمية متزايدة مع مرور الوقت حيث أصبحت مركزًا للطبقة الحَاكمة ومكانا يمتلئ بالفنَادق والمتنزهات، وقد ميّزها محمد علي بوجود (ديوان المدارس) أو وزارة المعارف في ذلك العهد الذي تولي أمره في البداية مصطفى مختار بك، ثم أدهم بك، وكان ديوان المدارس هذا يحتل قصر الدفتردار في الأزبكية بالاشتراك مع مدرسة الألسن التي أنشئت في التاريخ نفسه وعيّن رفاعة الطهطاوي ناظرًا لها.

### في عهد الخديوي إسماعيل
يعتبر الخديوي إسماعيل المؤسس الحديث للأزبكية وذلك عندما عاد سنة 1867م من زيارته لمعرض باريس، فبهره العمران الحديث في باريس، فأقدم علي الأزبكية لتكون علي شاكلتها، وأعاد تخطيط ميدان الأزبكية.
وقد أطلق اسم قصر«العتبة الزرقاء» الذي بناه «رضوان كتخدا» على نصف الميدان، وسمي النصف الآخر باسم ميدان «أزبك»، ولكن هذا القصر لم يبق على حاله، ففي عهد الخديوي عباس الأول، تم هدم القصر وأعيد بناؤه مرة أخرى باسم «العتبة الخضراء» تبركا باللون الأخضر لمدخله، حيث أن الخديوي كان يتشاءم من اللون الأزرق.

## حديقة الأزبكية
في عام 1864م تم ردم البركة التي كانت تتوسط الميدان، وأنشئ في نفس مكانها عام 1872م حديقة الأزبكية على يد المهندس الفرنسي «باريل ديشان بك»، على مساحة 18 فدانا أحيطت بسور من البناء والحديد وفتحت بها أبواب من الجهات الأربع.
وأقام الخديوي إسماعيل في طرف الأزبكية الجنوبي مسرحين هما المسرح الكوميدي الفرنسي الذي إنشئ في 2 نوفمبر 1867م وافتتح في 4 يناير 1868م تحت إدارة الخواجة منسي، ودار الأوبرا الخديوية، وبعد الأنتهاء من تشجير الحديقة وتزيينها وإنارتها عين الخديو مسيو «باريليه» الفرنسي ناظرًا لها ولجميع المتنزهات الأخرى، وكانت تقام بالحديقة العديد من الاحتفالات الرسمية والشعبية الكبري للأجانب والمصريين، ففي يونيو 1887م تم الاحتفال بعيد الملكة فيكتوريا من قبل الجالية الإنجليزية في مصر، واحتفال الجالية الفرنسية بعيد 14 يوليو،
أما الاحتفالات المصرية في الحديقة فكان أبرزها الاحتفال بعيد الجلوس السلطاني واحتفال الجمعيات الخيرية والمحافل الماسونية، وكانت الموسيقي العسكرية تعزف في الاحتفال الأول، إلي جانب إقامة السرادقات في احتفالات الجمعيات وحفلات المطربين، وأشهرهم الشيخ يوسف المنيلاوي وعبده الحامولي، ومحمد عثمان.
أما في عهد وزارة «نوبار باشا»، فقد تم استخدام قصر العتبة الخضراء كمقر للمحكمة المختلطة، ثم تحول إلى دار القضاء العالي المعروف حاليا في المنطقة التي أطلق عليها ميدان الإسعاف.
وفي منتصف القرن التاسع عشر تم إنشاء مستشفى أهلي بميدان الأزبكية، هذا إلى جانب أنه في منطقة الأزبكية كان مشيدا عدد من الفنادق منها «شبرد» و«الكونتيننتال» بالإضافة إلى «وندسور وإيدن بالاس».
وبعد حريق القاهرة الذي حدث في 26 يناير عام 1952م، طرأت على ميدان الأزبكية تغيرات كثيرة فقد تم نقل مكاتب شركات الطيران التي كانت موجودة بفندق شبرد الذي تم تدميره تماما في الحريق إلى ميدان التحرير، وتم تقسيم ميدان الأزبكية نفسه بمساحته الهائلة إلى أربعة أماكن تضم حاليا مبنى البنك المركزي الجديد، ومحطة بنزين وجراج الجمهورية ومبنيين تابعين لوزارة الشئون الاجتماعية والتأمين الصحي، أما حديقة الأزبكية فقد قسمت هي الأخرى، وشيد على جزء منها سنترال الأوبرا، واخترقها شارع 26 يوليو فقسمها إلى قسمين.

## التاريخ الحديث

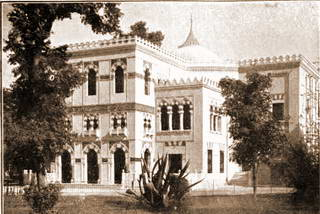
مسرح الأزبكية عام 1928

أنشأت الحكومة المصرية المتحف المصري عام 1835 بالقرب من حدائق الأزبكية.  لكن ضيق المبنى الأول استدعى نقله إلى بولاق في عام 1858 ليستوعب مجموعته المتنامية من الآثار.
وفي خمسينيات القرن التاسع عشر، شهدت المنطقة عملية تجديد في عهد إسماعيل باشا كجزء من خطته لبناء القاهرة الحديثة. ويُعرف اليوم 'سور الأزبكية' كسوق شهير لبيع الكتب المستعملة، نشأ عن تجمع تجار الكتب المستعملة عند سور حديقة الأزبكية سنة 1926. (وفي عام 1991، نُقل السوق مؤقتًا إلى حي الدراسة أثناء أعمال إنشاء محطة المترو، قبل أن يعود إلى موقعه الأصلي عام 1998). 
بحلول أواخر القرن التاسع عشر، تحوّلت منطقة الأزبكية إلى مركز حيوي للترفيه، حيث افتُتحت فيها المقاهي والحانات وقاعات القمار وأوكار الحشيش، بالإضافة إلى ما لا يقل عن ثلاثة عشر مكانًا ترفيهيًا كبيرًا. كان مسرح حدائق الأزبكية هو المكان الذي يستضيف معظم الحفلات الشهرية التي كانت تُحييها المطربة العربية الشهيرة أم كلثوم . لم تَعد حدائق الأزبكية كما كانت سابقًا، حيث تقتصر على أجزاء صغيرة فقط بعد أن تم إنشاء مواقف سيارات متعدّدة الطوابق على مساحات كبيرة من أراضيها.

## التقسيمات الإدارية والسكان
| الاسم    | كود 2017 | إجمالي عدد السكان |
| -------- | -------- | ----------------- |
| عرابي    | 012007   | 2027              |
| الفجالة  | 012004   | 2833              |
| الجيارة  | 012001   | 837               |
| كلوت بك  | 012008   | 1522              |
| القبيلة  | 012005   | 4039              |
| القللي   | 012006   | 3439              |
| الريحاني | 012002   | 953               |
| الزهار   | 012003   | 4113              |